# Takuto Otoguro
Takuto Otoguro –en japonés: 乙黒拓斗, Otoguro Takuto– (Fuefuki, 13 de diciembre de 1998) es un deportista japonés que compite en lucha libre.
Participó en los Juegos Olímpicos de Tokio 2020, obteniendo una medalla de oro en la categoría de 65 kg. Ganó una medalla de oro en el Campeonato Mundial de Lucha de 2018, en la misma categoría.

## Palmarés internacional
| Juegos Olímpicos   | Juegos Olímpicos   | Juegos Olímpicos | Juegos Olímpicos |
| Año                | Lugar              | Medalla          | Categoría        |
| ------------------ | ------------------ | ---------------- | ---------------- |
| 2020               | Tokio (Japón)      | Medalla de oro   | 65 kg            |
| Campeonato Mundial |                    |                  |                  |
| Año                | Lugar              | Medalla          | Categoría        |
| 2018               | Budapest (Hungría) | Medalla de oro   | 65 kg            |